# 笠井喜久雄
笠井 喜久雄（かさい きくお、1959年（昭和34年）9月14日 - ）は、日本の政治家。千葉県白井市長（2期目）。

## 概要
千葉県印旛郡白井村（現・白井市）生まれ。習志野市立習志野高等学校卒業。1982年（昭和57年）3月、中央大学商学部卒業。同年4月、白井町役場に入庁。総務部参事、総務部長。
2018年（平成30年）12月、白井市役所を退職。
2019年（平成31年）1月11日、任期満了に伴う白井市長選挙に立候補する意向を表明した。同年4月14日告示、4月21日執行の市長選で無投票により初当選した。5月23日、市長就任。
2023年（令和5年）4月16日告示、4月23日執行の市長選挙では無投票で再選した。